# ティラニー・オブ・ソウルズ
『ティラニー・オブ・ソウルズ』（Tyranny of Souls）は、ブルース・ディッキンソンが2005年に発表したアルバム。スタジオ・アルバムとしては6作目。

## 解説
ディッキンソンがソロ名義のスタジオ・アルバムを発表するのは、アイアン・メイデンに再加入する前にリリースされた『ケミカル・ウェディング』（1998年）以来7年ぶりとなる。アルバム・ジャケットには、ハンス・メムリンクの絵画「地獄」（『地上の虚栄と神の救済の三連画』より）を使用している。
「キル・デヴィル・ヒル」は、ライト兄弟が世界初の有人動力飛行を成功させた場所キルデビルヒルズをモチーフとしている。

## 収録曲
全曲ともブルース・ディッキンソンとロイ・Zの共作。
1. マーズ・ウィズイン - "Mars Within (Intro)" - 1:29
2. アブダクション - "Abduction" - 3:52
3. ソウル・イントルーダーズ - "Soul Intruders" - 3:54
4. キル・デヴィル・ヒル - "Kill Devil Hill" - 5:09
5. ナヴィゲイト・ザ・シーズ・オブ・ザ・サン - "Navigate the Seas of the Sun" - 5:53
6. リヴァー・オブ・ノー・リターン - "River of No Return" - 5:15
7. パワー・オブ・ザ・サン - "Power of the Sun" - 3:31
8. デヴィル・オン・ア・ホッグ - "Devil on a Hog" - 4:03
9. ビリーヴル - "Believil" - 4:52
10. ティラニー・オブ・ソウルズ - "Tyranny of Souls" - 5:54

### 日本盤ボーナス・トラック
1. エターナル - "Eternal" - 5:59

## 参加ミュージシャン
- ブルース・ディッキンソン - ボーカル
- ロイ・Z - ギター、ベース
- レイ・"ギーザー"・バーク - ベース(on 1. 4. 5. 6. 8. 10.)
- ホアン・ペレス - ベース(on 2. 3.)
- デヴィッド・モレロ - ドラムス
- Maestro Mistheria - キーボード